# Sophie Campbell
Sophie Campbell es una escritora de historietas y artista conocida por sus historietas independientes como Wet Moon y Shadoweyes, y por su arte en las historietas de Jem and the Holograms. Ella escribe y dibuja principalmente personajes que son mujeres adolescentes o adultas jóvenes, siento estas de varias razas, con distintos tipos de cuerpo, orientaciones sexuales y habilidades.

## Carrera
Campbell es la creadora de varias novelas gráficas, incluidas The Abandoned, Mountain Girl, Shadoweyes, Wet Moon y Water Baby.
También ha realizado arte para editoriales de cómics. En 2008, dibujó la historia The Hollows para el primer número del cómic de DC/Vertigo House of Mystery escrita por Bill Willingham. A partir de 2012 dibujó una serie de la serie Glory de Image Comics escrita por Joe Keatinge.  Dibujó números de Teenage Mutant Ninja Turtles para IDW, y en marzo de 2015 se convirtió en la artista de su nueva serie, Jem and the Holograms, escrita por Kelly Thompson. Su obra de arte ha sido elogiada por otorgar dignidad a todos los personajes que dibuja.
De junio de 2009 a marzo de 2013, entonces conocida como Ross Campbell, fue copresentadora de A Podcast with Ross and Nick de AudioShocker, seguido de Everything Blows with Ross and Nick.
Campbell aceptó un trato con Substack en agosto de 2021 para trabajar en Shadoweyes For Good, la secuela de Shadoweyes. La novela gráfica estará disponible en el sitio web para los suscriptores.

## Vida privada
Campbell fue llamada Ross al nacer y comenzó su carrera con ese nombre. Ella es una mujer transgénero, y en marzo de 2015 anunció públicamente que había cambiado su nombre a Sophie, explicando a través de Twitter que había estado haciendo la transición durante el año anterior.